# 漂母

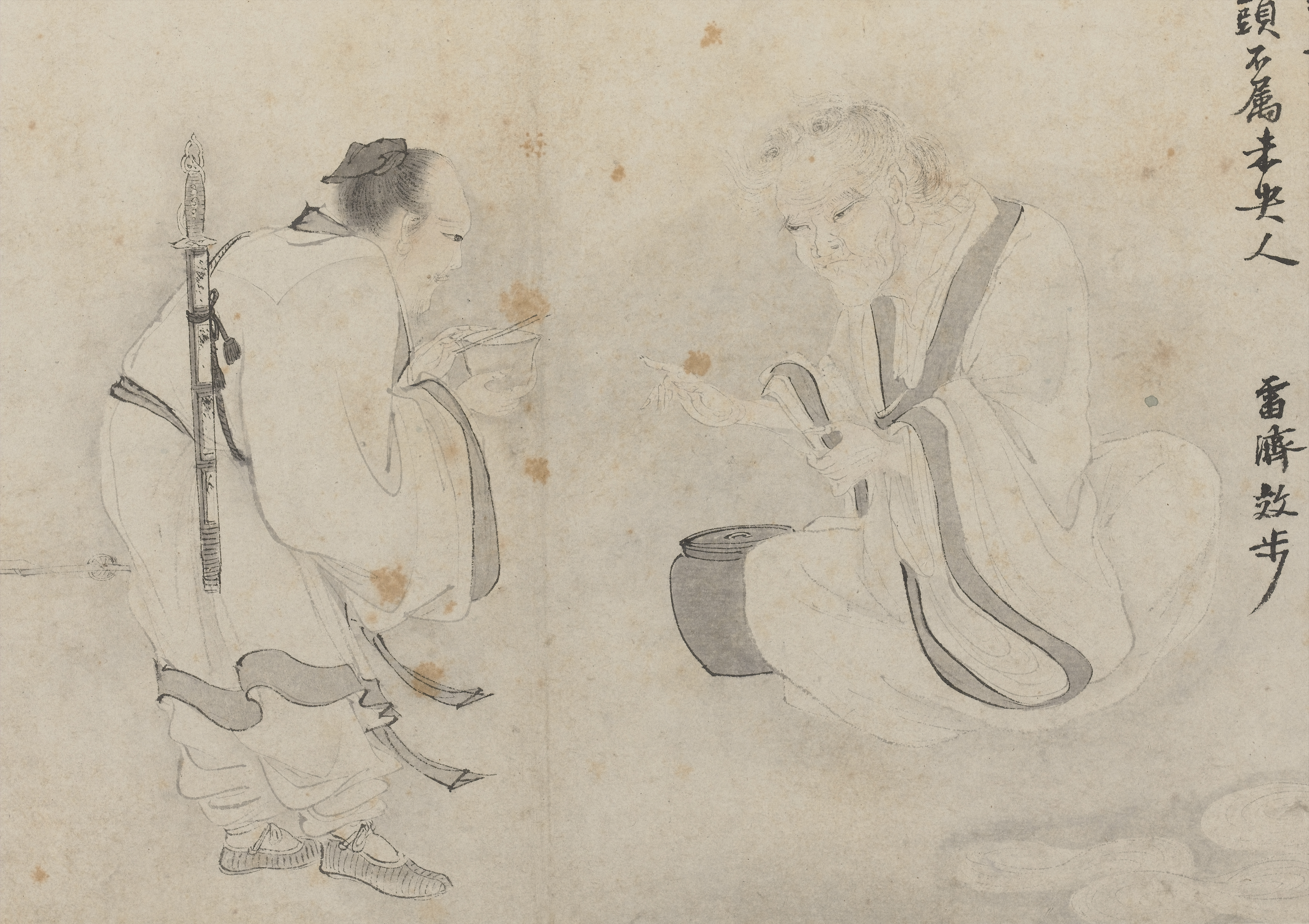
明朝郭詡繪“漂母進飯”

漂母是秦汉时，与韩信有关的一位老妇人。晋代以后，成为中国传统文学中具有乐善好施美德的人物形象:9。
《史记·淮阴侯列传》中记载漂母是一个漂洗丝絮的老妇人。韩信在淮阴城城下钓鱼时，漂母曾给韩信饭吃，如此持续了几十天。韩信曾经提出会报答漂母，漂母说自己不希望得到回报。此事即“漂母食信（漂母饭信）”:9，后世有称韩信“生死一知己，存亡两妇人”，知己即是萧何，两妇人就是漂母和吕后。现江苏省淮安市有漂母墓和漂母祠。
晋代文学作品开始出现关于漂母的记述。她的形象与韩信联系在一起，是一位年长的女性。具有心地善良、乐于助人的美德。唐代以后，漂母的形象衍生出其他意涵，开始指代知己，“成为心环远大抱负或胸中有丘壑的文人学士面临无人赏识、伯樂难遇时借用的意象:9”。